# FarmVille
FarmVille foi um jogo social baseado em Flash, neste caso um simulador de uma fazenda em tempo real, desenvolvido pela produtora Zynga. Embora seu acesso possa ser feito pelo website da própria produtora, o grande sucesso do Farmville deu-se no momento em que foi disponibilizado como um aplicativo da rede social Facebook.

## Jogabilidade
O objetivo do jogo é evoluir como um fazendeiro administrando uma fazenda virtual, cujas atividades incluem o plantio, cultivo e colheita de diversas plantas, árvores e animais, além da construção de casas, celeiros e outros elementos típicos de uma fazenda.
Ao evoluir no jogo, os fazendeiros vão acumulando moedas virtuais, FarmVille Cash (uma espécie de "dinheiro especial") e pontos de experiência. As moedas virtuais são ganhas na relação de investimento-retorno da plantação de diversos tipos de sementes (entre frutas, legumes e flores), ou seja, se ao plantar abóboras na fazenda é necessário um investimento de 20 moedas e cada colheita lhe rende 40 moedas, o lucro do fazendeiro é acrescido à sua conta virtual. Da mesma forma, quanto mais se investe tempo no jogo, plantando e colhendo, mais os jogadores ganham pontos de experiência que determinam sua posição num ranking composto por todos seus "vizinhos" (amigos do Facebook que também jogam FarmVille). Muito do envolvimento das pessoas no jogo se dá justamente pela competição para ver que tem um ranking mais alto entre os fazendeiros (amigos do facebook).
Rankings mais altos também liberam novos tipos de sementes e uma lucratividade maior por jogada, permitindo a estes jogadores adquirirem elementos de decoração para sua fazenda que outros, com níveis menores, ainda não podem.

### Modelo de negócio
A renda da Zynga sobre o FarmVille atualmente, além de produtos de merchandise, vem primordialmente da venda de "FarmVile Cash", uma moeda especial que permite aos jogadores comprarem alguns elementos de decoração exclusivos, que só estão disponíveis utilizando-se o Farmville cash e não as moedas virtuais, estas últimas disponíveis para todos os jogadores.

### Games sociais
Games sociais são usualmente casual games, ou jogos casuais, que demandam baixo envolvimento emocional dos jogadores e de aprendizado fácil e rápido. Ao contrário de jogos de console (Xbox, Playstation, entre outros), os casual games permitem, quase que instantaneamente, que os jogadores entendam a história por trás das ações do game e possam rapidamente entrar no jogo, não sendo necessário despender muitas horas de dedicação a este jogo em seu dia. Os games sociais agregam a isto a interação do jogador com seus amigos de uma rede social (Facebook, Orkut, etc.), trazendo à competição ou colaboração no jogo um aspecto pessoal: seus amigos. Desde o seu lançamento em junho de 2009, FarmVille se tornou o aplicativo  mais popular no Facebook, com 63,7 milhões de usuários ativos em 9 de novembro de 2009.

## Nova versão
Foi revelado em maio de 2012, que a Zynga, produtora do game estaria testando uma nova versão do jogo com jogadores das Filipinas com outro nome, "Big Harvest", tendo como principal diferença com a versão atual, os gráficos e novos sistemas exclusivos.